# Фуентепелайо
Фуентепелайо (ісп. Fuentepelayo) — муніципалітет в Іспанії, у складі автономної спільноти Кастилія-і-Леон, у провінції Сеговія. Населення — 958 осіб (2010).
Муніципалітет розташований на відстані близько 95 км на північний захід від Мадрида, 29 км на північ від Сеговії.

## Демографія
Динаміка населення (INE ):